# Лера
Лера (на македонска литературна норма: Лера) е село в община Битоля на Северна Македония.

## География
Селото се намира на 780 m надморска височина на река Шемница, в северната част на областта Гяваткол, на 16 km северозападно от Битоля. Селото има две махали – християнска на север и мюсюлманска на юг. В мюсюлманската има джамия, а в християнската – църква „Свети Никола“.

## История
Според местна легенда селото е основано от бегълци от турските зулуми. Между тях имало някой старец, който делял всичко еднакво, „по мера“. Оттук и името, което по-късно се трансформирало в днешното име Лера.
В XIX век Лера е село в Битолска кааза, нахия Гяваткол на Османската империя. Според Васил Кънчов в 90-те години Лера има 30 български християнски къщи. Според статистиката му („Македония. Етнография и статистика“) в 1900 година Лера е смесено село с 520 жители, от които 180 българи християни и 340 арнаути мохамедани. Христо Настев пише, че към 1902 година 120 къщи в селото са турски, а 80 български. В края на август същата година Донка Ушлинова, етърва ѝ Сребра Апостолова и мъжът на Сребра Апостол Илиев убиват собственика на чифлика Лера и виден дерибей Джелеб Реджо Сульов. Българите в селото имат църква и добре уредено училище, но са зле третирани от местните турци.
Председател на местния рволюционен комитет е Темелко Спасов, братовчед на Апостол Илиев Ушлиновски. През пролетта на 1902 година той става нелегален в четата на Тодор Байрактаров и през лятото на същата година е убит. Заместен е в Лера от Цветко Илиев Ушлиновски, брат на Апостол, който загива в 1903 година по време на Илинденското въстание в сражение при Буф при отстъплението с Борис Сарафов.
На Етнографската карта на Битолския вилает на Картографския институт в София от 1901 година Лера е смесено село българи, албанци и власи в Битолската каза на Битолския санджак с 99 къщи.
По данни на секретаря на Българската екзархия Димитър Мишев („La Macédoine et sa Population Chrétienne“) в 1905 година в Лера има 208 българи екзархисти и 384 албанци.
По време на българското управление на Вардарска Македония през Първата световна война Лера е част от Гяватска община в Битолска селска околия и има 148 жители.
По време на българското управление в Македония през 1941-1944 г. жителите на Лера основават читалище „Донка и Сребра“, носещо името на двете героини от селото. На 27 юни 1943 година е положен основният камък на сградата на читалището.
Във втората половина на века жителите на селото се изселват към Битоля, Скопие, Европа и презокеанските страни.
Според преброяването от 2002 година селото има 122 жители самоопределили се както следва:
| Националност     | Всичко |
| северномакедонци | 36     |
| албанци          | 85     |
| турци            | 0      |
| роми             | 0      |
| власи            | 0      |
| сърби            | 1      |
| бошняци          | 0      |
| други            | 0      |

## Личности
родени в Лера
- Апостол Илиев Марков Ушлинов (1865 - след 1943), български революционер от ВМОРО
- Богдан Наумов (1875 - след 1943), български революционер от ВМОРО
- Сребра Апостолова (1886 – 1942), български революционер
- Ставри Ушлинов (1878 – 1950), български революционер и военен
- Халил Салих, арестуван преди април 1904 година, обвинен, че е „по време на бунта е откраднал предмети от Крушево“, осъден на 6 месеца затвор, лежал в Прилепския затвор, амнистиран с общата амнистия от 12 април 1904 година[11]